# Witalij Bianki
Witalij Walentinowicz Bianki (ros. Вита́лий Валенти́нович Биа́нки; ur. 11 lutego 1894 w Petersburgu, zm. 10 czerwca 1959 tamże) – rosyjski pisarz. Autor utworów dla dzieci i młodzieży, polski wybór Gdzie raki zimują i inne opowiadania.
Autor książek dla dzieci oraz pozycji popularnonaukowych, między innymi „Leśnej gazety”, zbioru artykułów, esejów, korespondencji o tematyce przyrodniczej. Pierwsze wydanie książkowe „Leśnej gazety” (12 numerów miesięcznika przyrodniczego dla dzieci i młodzieży) ukazało się w 1927 roku. Później wznawiano nakład jeszcze pięć razy i za każdym razem uzupełniano o nowe rozdziały. „Leśna gazeta” powstała w Leningradzie, było to wówczas pismo regionalne. 
Został pochowany na Cmentarzu Bogosłowskim w Petersburgu.